# Pet Mogili
Pet Mogili (Bulgarisch: Пет могили) ist ein Dorf im Südosten Bulgariens in der Oberthrakischen Tiefebene. Es befindet sich in dem Bezirk Sliwen in der Obschtina Nowa Sagora (vergleichbar mit Amt (Kommunalrecht)) an der Landstraße Nr. 57 zwischen Stara Sagora und Swilengrad. Die Gemeinde hat 311 Haushalte mit 544 Einwohnern.
Pet Mogili ist der Geburtsort des Metropoliten Joanikij von Sliwen.